# 王室費
王室費（おうしつひ）とは、国王及び王室が日常の生活のために必要とする経費のこと。

## 概要
近代以前において、王室の日常経費と国家の行政・軍事などに使う費用の区分が未分化の状態にあり、反対に国全体が国王の荘園と考えられており、国王にとって租税などの歳入は自己の財産である荘園からの収益であり、その一部を荘園の維持に必要な経費（行政・軍事費）として捻出するものとされていた（家産国家）。
だが、17世紀に入るとこうした国家観は国民などから多くの反発を受けるようになり、イギリスでは国王らの贅沢に起因する歳入不足を増税で補おうとしたことから、国王と議会・国民との間の対立を招き、イギリスにおけるブリテン革命のきっかけとなった。名誉革命後にイギリスでは王室費の金額が定められ、王室費と行政・軍事・国債費の分離が行われるようになったが、厳密に分けられたものではなかった。
イギリスの王室費が純粋な王室の家政費となったのは、ウィリアム4世の時代以後のことである。法的には、国有財産の主体たる法人としての国王が、私的な財産の主体たる（法人としての国王の構成員である）自然人としての国王とは区別されることで、両者の分離が図られている。